# Quetta

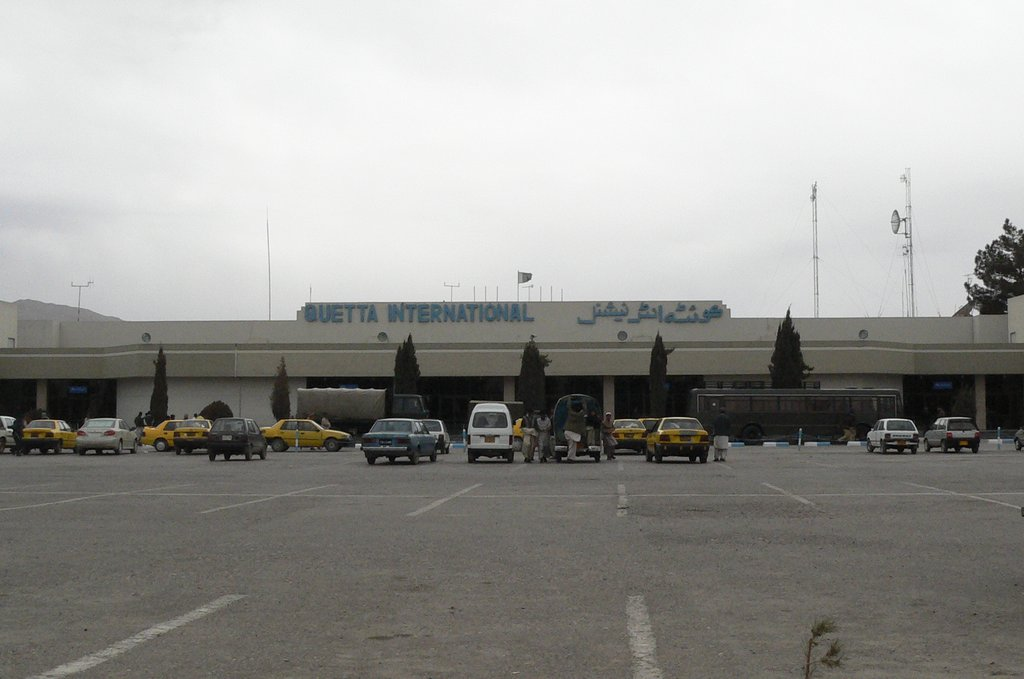
Quetta International Airport

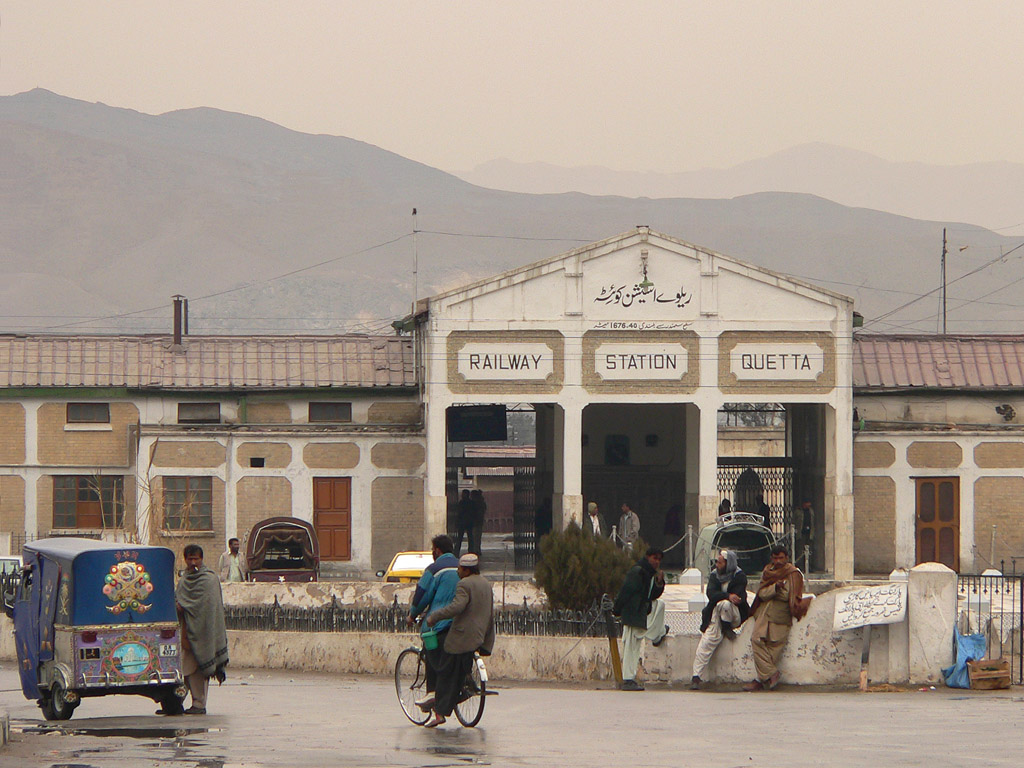
Quetta Railway Station

Quetta (paixtu کوټه urdú کوئٹہ) és una ciutat-districte del Pakistan, a la Província de Balutxistan, capital de la província, del districte de Quetta, de les subdivisions de Quetta Ciutat i de Quedar Sadar, i del tahsil de Quetta. És coneguda com el jardí de fruites del Pakistan i disposa d'un aeroport. El seu nom deriva de Kwatta, una paraula paixtu -kóta- o hindú -kotha- que vol dir fortalesa, segurament pel seu entorn protegit per muntanyes, i fins al segle xix es va dir Shal o Shalkot que localment encara s'aplica. La ciutat consta amb una població històrica de:
- 1881: menys de 1.000 habitants (ni tan sols consta al cens)
- 1891: 18.802
- 1901: 24.584
- 1981: 285.800 (àrea metropolitana 373.000)
- 1998: 560.307
- 2008: vers 750.000

## Història
La ciutat va restar en mans dels mogols fins al 1544 i encara que abandonada per Humayun, fou recuperada l'any següent. El 1558 va passar als perses però Akbar la va recuperar el 1595 i altre cop del 1622 al 1709. Nadir Shah la va entregar en feu al kan brahui de Kalat el 1740. El 1747 va passar a Ahmad Shah Durrani que la va concedir al kan Nasir Khan de Kalat el 1769. Va restar a les seves mans fins al 1876 (excepte del 1839 al 1842 quan fou ocupada pels britànics) quan els britànics la van començar a administrar en nom del kan que finalment els va cedir la comarca el març de 1883. La municipalitat es va formar el 1896 (tot i que s'administrava com a tal des de 1876). Fins a la meitat del segle XX fou una petita ciutat. El 31 de maig de 1935 fou en gran part destruïda per un terratrèmol que va causar milers de víctimes, però reconstruïda; després va fer un creixement espectacular. La ciutat tenia el 1872 una població de 139.800 habitants. El creixement es va accelerar especialment des de 1990 quan van començar a arribar refugiats afganesos fugint de la guerra entre les forces del govern, progressistes, i els rebels, integristes musulmans, que tenien els suports respectius de la Unió Soviètica i Estats Units. Així va esdevenir una ciutat superpoblada. El 2001, d'acord amb la nova llei administrativa, es va formar dins el districte la ciutat-districte amb dos municipis (Zarghoon Town i Chiltan Town) i 67 union councils.